# Bexiga
Bexiga é o órgão no qual é armazenada a urina, que é produzida pelos rins. É uma víscera oca caracterizada por sua distensibilidade. À bexiga segue-se a uretra, o ducto que exterioriza a urina produzida pelo organismo.
Nos crustáceos e teleósteos, trata-se de uma expansão do canal do rim. Nos tetrápodes apresenta-se como um divertículo ventral da parte posterior do tubo digestivo (cloaca), o qual, no embrião dos amniotas conduz à alantóide.
A bexiga é um órgão ausente nas aves adultas e em quase todos os répteis.
A bexiga humana é dividida anatomicamente em: ápice (anterior), corpo, fundo (posterior) e colo. Sua túnica muscular é composta por músculo liso, possuindo fibras musculares entrelaçadas em todas as direções, originando o músculo detrusor. A túnica mucosa da maior parte da bexiga vazia é pregueada, mas estas pregas desaparecem quando a bexiga está cheia. A área da túnica mucosa que reveste a face interna da base da bexiga é chamada de trígono da bexiga.
O sistema nervoso autônomo parassimpático é o responsável pela contração da musculatura da bexiga, resultando na vontade de urinar.
A capacidade média da bexiga de um adulto é de 700 a 800 ml, mas o estímulo é percebido a partir de 270 - 310 ml. As mulheres começam a sentir o estímulo mais tarde que os homens, pois a bexiga esférica contém volumes um pouco maiores.

## Embriologia
Nos humanos, todo o epitélio da bexiga deriva da parte vesical do seio urogenital, assim como a maior parte da bexiga. A exceção é feita à região do trígono da bexiga, que tem seu tecido conjuntivo originado do túbulos mesonéfricos.

## Histologia
A bexiga é formada por 3 camadas de tecidos, conforme descrito abaixo:
1. Camada mucosa: é a mais interna, recobre todo o interior do órgão. Formada por tecido epitelial de transição. Quando a bexiga está vazia, a mucosa apresenta aspecto enrugado. Ao contrário, quando a bexiga está cheia, a mucosa apresenta aspecto liso, sem pregas. A mucosa da região do trígono está firmemente aderida à camada muscular subjacente, por isso, mesmo quando a bexiga está vazia, a mucosa da região do trígono apresenta aspecto liso. As células epiteliais apoiam-se sobre uma membrana basal, e logo abaixo desta, exite uma camada de tecido conjuntivo chamada lâmina própria ou córion ou submucosa. Na lâmina própria encontra-se vasos sanguíneos menos calibrosos na superfície, próximo ao epitélio, e vasos mais calibrosos nas regiões mais profundas.
2. Camada muscular: Também conhecida como músculo detrusor, é formada por fibras de músculo liso dispostas em três camadas. A camada interna e a externa possuem fibras musculares com orientação longitudinal, enquanto que a camada intermediária possui orientação circular. Na região do trígono a camada muscular da bexiga é uma continuação da camada muscular do ureter.
3. Camada adventícia e serosa: Recobrem a porção externa do órgão. A parte superior da bexiga é coberta pelo peritôneo (camada serosa), enquanto que o restante da bexiga é coberta por tecido conjuntivo da região pélvica (camada adventícia).

## Valores
Não há diferença entre homens e mulheres em relação à estimulação da micção, como mostra toda pesquisa. Parece, no entanto, que as mulheres começam a sentir a plenitude da bexiga mais tarde que os homens (ou seja, em volumes mais altos), uma vez que sua bexiga é de forma esférica e, portanto, sujeita a menos pressão; a bexiga masculina é mais alongada e sente o enchimento um pouco mais cedo. A presença da próstata, que naturalmente ocupa um certo volume, também parece influenciar um pouco a sensibilidade.
As análises realizadas mostram, de fato, que o primeiro sinal de enchimento (formigamento quase imperceptível, diferente do estímulo) é sentido em 244 ml para a bexiga feminina e 186 ml para a masculina, sem variabilidade particular de indivíduo para indivíduo, pois esse número depende apenas do controle nervoso e não do tamanho da bexiga. O verdadeiro desejo de urinar (o estímulo, também conhecido como "urgência 2") ocorre em torno de 310 ml para mulheres e 270 ml para homens, com variabilidade mínima vinculada a fatores ambientais (frio, umidade, ...).
Finalmente, quando a bexiga é preenchida por uma grande parte (aproximadamente 400 ml para ambos os géneros, um pouco maior nas mulheres), o estímulo se torna menos suportável e a real urgência começa. No entanto, as pessoas tendem a se libertar primeiro se houver um banheiro disponível, com um volume vazio médio igual a 382 ml para mulheres e 346 ml para homens. Além disso, as análises realizadas tendem a indicar que as mulheres esvaziam a bexiga com classes de urgência ligeiramente inferiores às dos homens, tendo, portanto, um pouco menos de necessidade (colocando a urgência de 0 a 4, as mulheres tendem a esvaziar quando o estímulo atinge 2,3 e os homens em 2,5).
Finalmente, no que diz respeito à capacidade cistométrica máxima (isto é, o volume além do qual a bexiga esvazia involuntariamente), ela varia perceptivelmente de acordo com o indivíduo, sem qualquer diferença relacionada ao sexo, e está entre 700 e 800 ml. Essa capacidade pode ser aumentada em menor grau com exercícios e treinamentos. Em casos graves de retenção aguda, foi demonstrado que a bexiga pode conter entre 4 500 e 5 000 ml de urina antes da ruptura.
Quanto ao volume esvaziado ao acordar ou à noite, geralmente é maior que o urinado durante o dia, mas não há dados determinados. As investigações realizadas tendem a indicar um volume médio, para a primeira micção da manhã, igual a 602 ml nas mulheres e 565 ml nos homens. Porém, como o sono inibe o estímulo, é possível que a bexiga acumule quantidades ainda maiores antes de induzir o despertar, na ordem de 700 - 800 ml. Há uma tendência a considerar 800 ml como o volume máximo que pode ser mantido de forma independente (para ambos os sexos, dia e noite): além disso, é provável que o reflexo incondicional cause o esvaziamento automático e prorrogável do órgão.
A quantidade diária de micção varia relativamente de pessoa para pessoa, também porque a diurese (quantidade de urina produzida) difere para cada um, dependendo de vários fatores. Normalmente, a diurese, para a mesma quantidade de líquidos, é muito maior nas mulheres, porque os homens respiram em média mais volumes e absorvem mais água, pois seu corpo contém uma quantidade significativamente maior (80% contra 60%), como a densidade corporal denota). Em média, o número de micções em um indivíduo de pelo menos 14 anos varia de quatro a seis (ou sete) vezes por dia para 1 500 - 2 500 ml de urina total expelida; sete (ou oito) micções diurnas ou mais de uma micção noturna são consideradas sintomas de hiperatividade da bexiga. Embora não exista uma definição precisa, há uma tendência a falar de hiperatividade acentuada da bexiga quando o primeiro sinal de enchimento é percebido em 150 ml ou menos e o primeiro estímulo abaixo de 200 ml e / ou quando o volume urinário cai abaixo de 300 ml . Para manter a bexiga em treinamento, os especialistas recomendam esvaziar pelo menos 400 ml por vez, embora a utilidade real desse conselho seja discutida.
Um caso específico a ser analisado é a micção noturna (noctúria), que afeta mais de 86% dos homens com mais de 50 anos de idade. Como regra, isso não deve ocorrer em homens e mulheres jovens, mas em homens idosos é considerado normal desde que o número de micções não exceda 2 (ou 3) vezes por 8 horas de sono. Além de enfraquecer a bexiga, as principais causas do distúrbio são os problemas da próstata ou da vesícula seminal - que quase sempre afetam a própria bexiga.
A partir das análises envolvidas, parece que um resíduo reduzido de urina na bexiga é perfeitamente normal, especialmente com o aumento da idade, mas também em jovens. Portanto, não seria uma questão de retenção se o volume restante for relativamente pequeno ou devido ao fato de que a pessoa evitou deliberadamente expulsar todo o conteúdo, "empurrando" para o fundo. Segundo os especialistas, um volume residual de 100 ml é no máximo aceitável, mas apenas se o paciente não tiver deliberadamente concluído a expulsão; se, a pedido do médico, esvaziar o volume restante, o paciente não puder fazê-lo, a condição exigirá uma investigação mais aprofundada, embora ainda não esteja classificada como "retenção". Um volume residual de 50 ml, no entanto, é considerado perfeitamente normal e não é fonte de nenhum problema. Frequentemente, a bexiga não é esvaziada completamente porque o paciente não percebe o volume restante, uma vez que a bexiga não envia nenhum sinal de enchimento antes de 270 - 310 ml. Nos idosos, fraqueza muscular e aumento da próstata podem ser a causa do esvaziamento incompleto.